# Pieni l'animo
La Pieni l'animo è un'enciclica di papa Pio X, datata 28 luglio 1906 e diretta all'episcopato italiano, nella quale il pontefice ribadisce i concetti già espressi nell'enciclica "Il fermo proposito" e richiama alcuni princìpi riguardanti la disciplina e la formazione del clero.
In particolare, il papa raccomanda l'obbedienza del clero al vescovo, soprattutto per quel che concerne l'azione sociale: «Le conferenze sull'azione popolare cristiana o intorno a qualunque altro argomento, da nessun sacerdote o chierico potranno essere tenute senza il permesso dell'Ordinario del luogo. Ogni linguaggio, che possa ispirare nel popolo avversione alle classi superiori, è e deve ritenersi affatto contrario al vero spirito di carità cristiana. [...] I sacerdoti, specialmente i giovani, benché sia lodevole che vadano al popolo, debbono nondimeno procedere in ciò col dovuto ossequio all'autorità e ai comandi dei superiori ecclesiastici. E pure occupandosi, con la detta subordinazione, dell'azione popolare cristiana, deve essere loro nobile cómpito [...] promuovere tra il laicato cattolico quelle istituzioni che si riconoscono veramente efficaci al miglioramento morale e materiale delle moltitudini; propugnar sopra tutto i principi di giustizia e carità evangelica, ne' quali trovano equo temperamento tutti i diritti e i doveri della civil convivenza [...]».
Sempre in obbedienza al vescovo dev'esser sempre esercitato l'impegno del clero nella stampa cattolica: «In ordine alla fondazione e direzione di fogli e periodici, il clero deve fedelmente osservare quanto è prescritto nell'art. 42 della costituzione apostolica Officiorum (25 gennaio 1897): "Agli uomini del clero [...] è vietato, salvo il permesso degli Ordinari, assumere l'incarico di dirigere giornali o fogli periodici"».